# Aldea Brasilera
Aldea Brasilera (o simplemente, Brasilera) es una localidad y municipio argentino en la provincia de Entre Ríos. Está situada en el distrito Palmar del departamento Diamante, sobre la Ruta Provincial 11, 19 km al sur de la ciudad de Paraná y 25 km al norte de la ciudad de Diamante.
La población de la localidad, es decir sin considerar el área rural, era de 573 personas en 1991 y de 709 en 2001. La población de la jurisdicción de la junta de gobierno, que incluye la localidad de Paraje La Virgen, era de 1036 habitantes en 2010. En 2022 alcanzó los 1622 habitantes.

## Historia
La aldea se pobló inicialmente con un grupo de alemanes del Volga, quienes venían huyendo del Imperio ruso. Su primer destino fue Porto Alegre en Brasil, pero el clima cálido no sentó bien al contingente, que al poco tiempo comenzó a buscar otro destino para emigrar. Andreas Basgall había emigrado solitariamente a la Argentina, y formó junto con otros 3 alemanes una comisión que firmó un tratado con Argentina para asentarse allí. Tras pasar por Montevideo y Buenos Aires el grupo llegó a la Chacra N.º 224 en 1879, donde fundaron Aldea Brasilera. En 1934 se fundó el Club Atlético San José.
El nombre de Aldea Brasilera proviene del paso de los alemanes por Brasil, al cual agradecían su hospitalidad.
Entre los atractivos de la localidad se encuentran su templo católico de estilo gótico alemán erigido en 1895, la gastronomía del lugar y las granjas familiares.
La junta de gobierno fue creada por decreto 1550 MGJE/1978 del 15 de mayo de 1978, con un presidente, un secretario, un tesorero, dos vocales titulares y dos suplentes.
Por decreto 417/2002 MGJ del 1 de febrero de 2002 su territorio jurisdiccional fue fusionado con el de General Alvear para crear un municipio, pero no fue puesto en vigencia.
La junta de gobierno fue elevada a la 1ª categoría por decreto 3029/1997 MGJE del 16 de septiembre de 1997. Los límites de la planta urbana fueron ampliados por decreto 2691/1998 MGJE del 16 de julio de 1998.

## Municipio
El Gobierno provincial dispuso que el 20 de mayo de 2018 se realizara un censo en Aldea Brasilera, a fin de determinar si la jurisdicción supera el mínimo de 1500 habitantes requerido por ley para ser declarada municipio. El resultado fue de 1622 habitantes, por lo que el 13 de diciembre de 2018 fue sancionada la ley n.º 10662 que aprobó el censo y el ejido del futuro municipio, siendo promulgada el 26 de diciembre de 2018.

Límites y linderos:
 NORTE: Desde el vértice 1, coincidente con la desembocadura del Arroyo Del Salto en el Río Paraná, corriendo por el primero hasta la intersección con calle pública que corre de Norte a Sur entre los sobrantes D y C de la Colonia Alvear, vértice 2.
 ESTE: Desde el vértice 2, en la intersección del Arroyo Del Salto con calle pública, y por ésta al rumbo N-S de 4.120,00 m., hasta el vértice 3, lindando calle por medio con el sobrante "C" y las chacras 79, 80, 81, 82, 83, 84 y 85 de la citada Colonia.
 SUR: Desde el vértice 3, siguiendo por calle pública al rumbo E - O de 8.724,00 m., hasta el vértice 4, lindando calle por medio con las chacras 146, 163, 216, 233, 284 pertenecientes al Centro Rural de Población Aldea Spatzenkuter, y con las chacras 304, 346, 362 y 400 pertenecientes al Centro Rural de Población General Alvear.
 OESTE: Desde el vértice 4, intersección de la calle pública con el Río Paraná, y por éste hasta su confluencia con el Arroyo del Salto en el vértice 1.

El municipio fue creado el 17 de enero de 2019 por decreto n.º 15/2019 MGJ del gobernador Gustavo Bordet, y se hizo efectivo el 11 de diciembre de 2019, luego de que sus autoridades fueron elegidas en las elecciones de 9 de junio de 2019.

Art. 1°.- Declárese Municipio a partir del 11 de diciembre de 2019, con todos los derechos y obligaciones de las disposiciones legales vigentes - Ley N° 10.027- a la localidad de Aldea Brasilera, Departamento Diamante, que en lo sucesivo se denominará, Municipio de Aldea Brasilera.-